# Королева варварів
«Королева варварів» (англ. Barbarian Queen) — американсько-аргентинський фантастичний, пригодницький фільм.

## Сюжет
У день весілля гордого і безстрашного принца Аргана і прекрасної Королеви Варварів Аметеї на її країну напали кровожерні воїни лорда Арракура. Безжальні загарбники знищували все на своєму шляху, а жінок і чоловіків гнали в рабство. Аметея і Арган мужньо билися пліч-о-пліч, але сили виявилися надто нерівними. Принц Арган був захоплений у полон, і врятуватися вдалося лише Аметея і трьом її подругам. Озброєні мечами і незгасимою жагою помсти, вони вирушають у сповнений небезпек і пригод шлях, щоб жорстоко покарати підступного лорда Арракура.

## У ролях
- Лана Кларксон — Аметея
- Кетт Ші — Естрілд
- Френк Загаріно — Арган
- Доун Данлеп — Тераміс
- Сусана Траверсо — Тініара
- Віктор Бо — Стримон
- Арман Чепман — Арракур
- Андреа Барбьері — Зорейда
- Тоні Міддлтон — Зохар
- Андреа Скрівен — Деріак
- Роберт Карсон — Шибдіз
- Матільда Мур — Еунуко
- Едді Літтл Скай — Вендедор
- Патрік Дагган — Шаман
- Люсі Тіллер — Ореллія
- Іван Грін — Каракс
- Теодор МакНабні — Церус
- Річард Р. Джордан — Ванір
- Джон Хед — Альфана
- Деніел Севілль — Кантака
- Ева Доннеллі — Ціега
- Генрі Фінн — охорона
- Луїс Елдей — воїн
- Грейс Кастл — коханка Арракура
- Норман Фрідман — воїн
- Александр Ессекс — воїн
- Гай Рід — воїн
- Альфред Александр — воїн
- Артур Ніл — воїн
- Армандо Капо
- Роберто Катарінеу
- Артуро Ноал
- Едді Пекуеніно
- Маркос Воінскі

## Сиквели

### Королева варварів 2
Наступний фільм, Королева Варварів 2: Імператорка завдає удару у відповідь був оголошений як продовження, але насправді ні сюжет, ні персонажі не мали нічого спільного з оригінальним фільмом, за винятком повторного кастингу Лани Кларксон у головній ролі.
Основне знімання відбулося в Мексиці у 1988 році; однак фільм не вийшов у США до 1992 року, коли він вийшов прямо на відео.

## Зноски
1. ↑  http://www.imdb.com/title/tt0088771/fullcredits
2. 1 2 3 4 5 6 7 8 9  cinenacional.com — 2001.
3. ↑  "Focus on Latin America: Films Shot in Mexico in 1988." Variety 10 травня 1989 р., стор. 476.
4. ↑  "1992 U.S. Film Releases." Variety 24 лютого 1992 р., стор. 16